# ミケーレ・マスチッティ

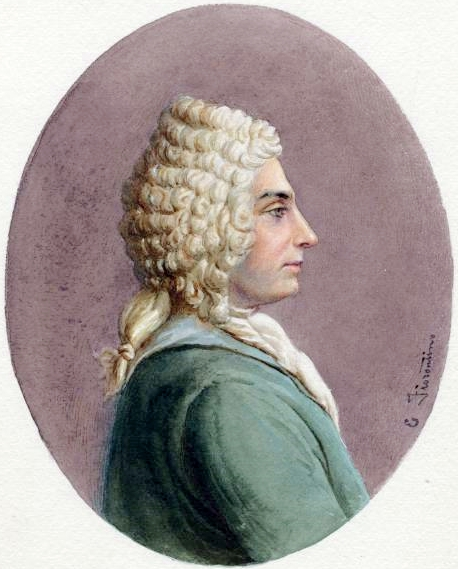
ミケーレ・マスチッティ

ミケーレ・マスチッティ（Michele Mascitti, 1664年 - 1760年4月19日）は、イタリアの作曲家、ヴァイオリニスト。

## 生涯
ヴィッラ・サンタ・マリーア出身。叔父で作曲家のピエトロ・マルキテッリから教育を受け、ナポリの宮廷楽団やサン・バルトロメオ劇場でヴァイオリニストとして活動した。その後イタリア、オランダ、ドイツの各地を旅し、ピエトロ・オットボーニ枢機卿やバイエルン選帝侯マクシミリアン2世エマヌエルの庇護を得た。最終的に1704年からパリに定住し、1739年にフランスに帰化して名をフランス風にミシェルと改めた。フランスではオルレアン公フィリップの支援で、ヴェルサイユ宮殿で演奏活動を行った。
出版された作品はすべてフランス時代のものである。作風はイタリア風とフランス風の要素を融合したもので、豊かなハーモニーが特徴である。

## 作品
- 6つのヴァイオリン・ソナタと6つのトリオ・ソナタ Op.1（1704）
- 15のヴァイオリンと通奏低音のための室内ソナタ Op.2（1706）
- 8つのヴァイオリン・ソナタと6つのトリオ・ソナタ Op.4（1711）
- 12のソナタ Op.5（1714）
- 15のヴァイオリンと通奏低音のためのソナタ Op.6（1722）
- 12のヴァイオリンと通奏低音のためのソナタ Op.8（1731）
- 12のヴァイオリンと通奏低音のためのソナタ Op.9（1738）